# Скорая помощь (Сезон 1)
Первый сезон американского телесериала «Скорая помощь» транслировался на телеканале NBC. Двухчасовая премьера пилотного эпизода состоялась 19 сентября 1994 года; финал сезона вышел в эфир 18 мая 1995 года. Первый сезон состоял из 25 эпизодов. В России сериал был показан на телеканале НТВ.

## Сюжет
В первом сезоне «Скорой помощи» команда приёмного отделения состоит из старшего ординатора — доктора Марка Грина; ординатора педиатрического отделения — доктора Дага Росса; ординатора второго года — доктора Сьюзен Льюис; студента-медика — Джона Картера; старшей медсестры — Кэрол Хэтэуэй и ординатора второго года хирургического отделения — доктора Питера Бентона.
В премьерной серии «24 часа» доктор Грин рассматривает возможность перехода в частную клинику по просьбе его жены, Дженнифер; медсестра Кэрол Хэтэуэй совершает попытку самоубийства, а студент-медик Джон Картер проводит свой первый день в приёмном отделении.
В течение сезона брак Доктора Грина начинает трещать по швам. На работе Марк испытывает трудности; совершив фатальную ошибку при лечении беременной женщин в эпизоде «Бесплодные усилия любви», он впадает в депрессию. Страдающий от безответной любви Росс изо всех сил пытается смириться с тем, что Хэтэуэй продолжает жить своей жизнью. Доктор Льюис пытается справиться с сестрой-бунтаркой — Хлоей, которая забеременела и родила дочь. На работе у неё возникает конфликт с кардиологом доктором Кейсоном, тот ставит под сомнения её профессиональные навыки. Он считает, что Льюис не смогла распознать типичную стенокардию в эпизоде «С Новым Годом!», из-за чего пациент умер во время операции.
Картеру приходится справляться с быстрым темпом жизни врача приёмного отделения, он всеми правдами и неправдами пытается заслужить одобрение своего куратора — доктора Бентона. Хэтэуэй возвращается на работу после попытки самоубийства. В эпизоде «Дело двух сердец» Кэрол осматривает ВИЧ-инфицированную девочку из России, которую бросает приёмная мать; впоследствии она пытается удочерить Татьяну, но опекунский совет отказывает ей из-за недавних событий, произошедших в её жизни. Бентон вынужден совмещать напряжённый график хирурга с уходом за больной матерью. В эпизоде «Материнство» между Питером и фельдшером Буле возникают чувства — Джини утешает Бентона после смерти его матери.

## В ролях

### Основной состав
- Энтони Эдвардс — доктор Марк Грин, старший ординатор
- Джордж Клуни — доктор Даг Росс, ординатор педиатрического отделения
- Шерри Стрингфилд — доктор Сьюзан Льюис, ординатор второго года
- Ноа Уайли — Джон Картер, студент-медик третьего года
- Джулианна Маргулис — медсестра Кэрол Хэтэуэй, старшая медсестра
- Эрик Ла Саль — доктор Питер Бентон, ординатор второго года хирургического отделения

### Второстепенные персонажи
| Врачи и студенты: - Уильям Х. Мэйси — доктор Дэвид Моргенштерн, заведующий отделением хирургии и приёмным отделением - Сэм Андерсон — доктор Джек Кейсон, заведующий отделением кардиологии - Эми Акино — доктор Дженет Кобурн, заведующая отделением акушерства и гинекологии - Си Си Эйч Паундер — доктор Анджела Хикс, хирург - Минг-На Вен — Дебра «Деб» Чен, студент-медик третьего года - Майкл Айронсайд — доктор Уильям «Дикий Вилли» Свифт, и.о. заведующего приёмным отделением - Скотт Джайек — доктор Стив Флинт, заведующий отделением радиологии - Рик Россович — доктор Джон «Тэг» Тэглиери, ортопед - Джон Терри — доктор Дэвид «Див» Цветик, психиатр - Тайра Феррелл — доктор Сара Лэгворси - Тобин Белл — доктор Уэртц, администратор больницы - Патрик Коллинс — доктор Нецли - Мэрион Ю — доктор Сандра Ли | Медсёстры и медбратья: - Эллен Кроуфорд — медсестра Лидия Райт - Конни Мэри Брэзелтон — медсестра Конни Олигарио - Дизер Д — медбрат Малик Макграт - Лора Серон — медсестра Чуни Маркес - Иветт Фриман — медсестра Халей Адамс - Лили Мариэй — медсестра Лили Ярвик - Ванесса Маркес — медсестра Уэнди Голдман - Дина Ленни — медсестра Ширли |

| Остальной персонал: - Глория Рубен — фельдшер Джини Буле - Абрахам Бенруби — регистратор Джерри Маркович - Гленн Пламмер — регистратор Тимми Роулинс - Роландо Молина — регистратор Роландо - Малгоша Гебел — помощник в приёмном отделении Богдана «Боб» Ливецки - Лиза Зейн — Дайан Лидс - Эмили Вагнер — парамедик Дорис Пикман - Монте Расселл — парамедик Дуайт Задро - Ли Р. Селлерс — пилот вертолёта - Майк Дженовезе — офицер Эл Грабарски - Рик Марзан — Камачо | Члены семьи: - Кристин Харнос — Дженнифер «Джен» Грин - Ивонн Зима — Рейчел Грин - Джорджиана Тарьян — Хелен Хэтэуэй - Ханди Александер — Джеки Роббинс - Винг Рэймс — Уолт Роббинс - Би Ричардс — Мэй Бентон - Кэтлин Уилхойт — Хлоя Льюис - Валери Пэррин — Куки Льюис - Закари Браун — Джейк Лидс - Вольфганг Бодисон — Эл Буле - Андреа Паркер — Линда Феррелл |

### Приглашённые звёзды
- Мигель Феррер — мистер Паркер[21]
- Трой Эванс — офицер Фрэнк Мартин[22]
- Лиз Вэсси — Лиз[23]
- Джон Рэндольф — мистер Фрэнкс[6]
- Джон Ла Мотта — Айван Грегор[23]
- Розмари Клуни — Мадам Х / Мэри Кавано[24]
- Алан Розенберг — Сэмюэль Гаснер[25]
- Вонди Кёртис-Холл — Генри Колтон[26]
- Бобкэт Голдтуэйт — мистер Коннелли (голос)[27]
- Роберт Кэррадайн — Джон Кох[28]
- Бредли Уитфорд — Шон О’Брайн[29]
- Коллин Флинн — Джоди О’Брайн[29]
- Кристин Дэвис — Лесли
- Гарретт Моррис — Эдгар Лак

## Список эпизодов
| № общий | № в сезоне | Название                                                              | Режиссёр               | Автор сценария                                       | Дата премьеры    | Зрители в США (млн) |
| --- | ---------- | --------------------------------------------------------------------- | ---------------------- | ---------------------------------------------------- | ---------------- | ------------------- |
| 1 | 1          | «24 Hours» «24 часа»                                                  | Род Холкомб            | Майкл Крайтон                                        | 19 сентября 1994 | 23.8                |
| Пилот. Студент третьего курса медицинского училища Джон Картер начинает первый день практики в отделении скорой помощи в Центральной больнице Чикаго. Доктора Марка Грина мучает вопрос выбора — ему предложили покинуть скорую помощь и начать частную практику. Доктору Сьюзан Льюис день принёс много хлопот и множество пациентов, включая больного раком. Педиатр Даг Росс сталкивается со случаем избиения малыша собственной матерью. А главная медсестра Кэрол Хэтэуэй проводит свои последние часы в качестве персонала — той же ночью она поступает в отделение после попытки самоубийства. |            |                                                                       |                        |                                                      |                  |                     |
| 2 | 2          | «Day One» «День первый»                                               | Мими Ледер             | Джон Уэллс                                           | 22 сентября 1994 | 23.0                |
| Прошло два месяца с момента попытки суицида Кэрол. Даг за всё это время так не разу к ней и не сходил. В отделение поступает годовалая девочка с остановкой дыхания. Льюис извлекает проглоченную серёжку. Картеру поручают заниматься группой отравившихся немецких туристов. На вертолёте доставляют женщину с ребёнком, в чью машину врезался пьяный водитель. У обоих тяжёлые травмы. Вскоре поступает и виновник аварии, у которого нет ни царапины. У одного из пациентов неожиданно останавливается сердце. Картер, оказавшись единственным находящимся поблизости медработником, впервые использует дефибриллятор. Бентон предполагает у пациента тромб в имплантате, но тот, следуя совету своего лечащего врача, уходит из больницы. Вскоре он снова поступает на «Скорой»; Бентон оказывается прав. К Марку на работу приходит Дженнифер, его жена, и сообщает, что она сдала экзамен на лицензию адвоката. Вскоре несколько коллег Марка обнаруживают его вместе с женой в подсобном помещении за весьма интимным занятием. Льюис, вопреки запрету зав. психиатрическим отделением, переводит в это отделение пациента, страдающего старческим слабоумием. Даг Росс наведывается домой к Кэрол Хэтэуэй. |            |                                                                       |                        |                                                      |                  |                     |
| 3 | 3          | «Going Home» «Возвращение домой»                                      | Марк Тинкер            | Лидия Вудворд                                        | 29 сентября 1994 | 23.9                |
| Кэрол возвращается к работе, и слышит много тёплых слов поддержки в свой адрес, а помочь ей пытается новый ухажёр доктор Джон «Тэг» Тэглиери. Незнакомая женщина оказывается в отделении скорой помощи — она не помнит, кто она, и не прекращает петь пациентам и медперсоналу. К доктору Льюис поступает сердечник, а Бентон лечит продавца, пострадавшего в результате нападения на его лавку. |            |                                                                       |                        |                                                      |                  |                     |
| 4 | 4          | «Hit and Run» «Бей и беги»                                            | Мими Ледер             | Пол Мэннинг                                          | 6 октября 1994   | 26.8                |
| К Дагу поступает мальчик, чья мать переживает из-за того, что он не слышит голоса, которые слышит она. Бентон пытается спасти пострадавшего в результате наезда, виновник которого скрылся с места ДТП. Картер готовится сообщить семье погибшего мальчика о смерти их сына. В отделении оказывается мужчина, у которого случился сердечный приступ во время занятий сексом, а его любовница прикована к нему наручниками. |            |                                                                       |                        |                                                      |                  |                     |
| 5 | 5          | «Into That Good Night» «В одну прекрасную ночь»                       | Чарльз Хейд            | Роберт Нейтан                                        | 13 октября 1994  | 26.7                |
| Грин раздумывает над решением переехать в Милуоки, чтобы Дженнифер смогла продолжить карьеру юриста. Между тем, в скорой оказывается пациент, которому нужна срочная пересадка сердца, но донор не найден. Даг лечит девочку, больную астмой, чья мать не может позволить себе дорогие лекарства. Картер понимает, что совершил ошибку в работе с одним из пациентов. Сьюзан пытается вылечить студента, поступившего с сильным алкогольным отравлением, а её мать звонит с просьбой найти работу легкомысленной сестре Сьюзан, Хлое. |            |                                                                       |                        |                                                      |                  |                     |
| 6 | 6          | «Chicago Heat» «Чикагская жара»                                       | Элоди Кин              | Сценарий: Джон Уэллс Сюжет: Нил Бэр                  | 20 октября 1994  | 27.3                |
| Система кондиционирования в госпитале вышла из строя, и в помещениях стоит страшная жара. Грин берёт с собой на работу дочь Рейчел, пока Дженнифер ищет квартиру в Милуоки. К Дагу поступила пятилетняя девочка с наркотическим отравлением. Бентон пытается спасти молодого грабителя, в которого стрелял продавец Айван. Сьюзан приходится заботиться о сестре, у которой серьёзные жизненные проблемы. |            |                                                                       |                        |                                                      |                  |                     |
| 7 | 7          | «Another Perfect Day» «Ещё один прекрасный день»                      | Верн Гиллам            | Сценарий: Лидия Вудворд Сюжет: Лэнс Джентайл         | 3 ноября 1994    | 25.7                |
| Картер пытается найти жильё. Сьюзан и Кэрол занимаются душевно больным пациентом. Выясняется, что сегодня день рождения Сьюзан, и она уже 2 месяца встречается с Дивом. Даг и Кэрол спасают ребёнка, который чуть не захлебнулся, выпав из лодки. Сцена заканчивается поцелуем. Картер и Льюис пьют шампанское (вознаграждение Картера за прекрасное исполнение пункции). У него был хороший день, к тому же он нашёл жильё. |            |                                                                       |                        |                                                      |                  |                     |
| 8 | 8          | «9 1/2 Hours» «9 1/2 часов»                                           | Джеймс Хейман          | Роберт Нейтан                                        | 10 ноября 1994   | 28.3                |
| Марк сказался больным, чтобы провести время со своей женой, оставив Дага ответственным. Бентон узнает, что он не был удостоен стипендии. Хэтэуэй занимается девушкой-жертвой изнасилования. Уолтер — муж сестры доктора Бентона — привозит в больницу мать Питера, Картер знакомится с ней ... |            |                                                                       |                        |                                                      |                  |                     |
| 9 | 9          | «ER Confidential» «Конфиденциально»                                   | Дэниел Сакхайм         | Пол Мэннинг                                          | 17 ноября 1994   | 24.5                |
| День Благодарения. Картер и Бентон осматривают женщину, которая оказывается трансвеститом. Сьюзан лечит больного, который оскорбляет всех и всем недоволен. Поступают два парня — жертвы аварии. Один умирает, второй делает признание Кэрол. Затем Хэтэуэй сама делает признание... |            |                                                                       |                        |                                                      |                  |                     |
| 10 | 10         | «Blizzard» «Буран»                                                    | Мими Ледер             | Сценарий: Лэнс Джентайл Сюжет: Нил Бэр и Пол Мэннинг | 8 декабря 1994   | 29.1                |
| На улице ужасный буран. В отделение поступают пострадавшие в автокатастрофе (столкнулось 30 машин). Даг занимается сортировкой поступающих пациентов. Он ошибочно относит одного из них к лёгким больным, и тот вскоре умирает. Боб (польский хирург, которая работает в регистратуре) делает срочную операцию брюшной аневризмы, чем удивляет весь персонал скорой помощи. Приезжает доктор Хикс, новый хирург-ординатор. Она помогает Бентону пришить ногу пациенту. Тэг делает Кэрол предложение и дарит кольцо стоимостью в 12 тысяч долларов. |            |                                                                       |                        |                                                      |                  |                     |
| 11 | 11         | «The Gift» «Подарок»                                                  | Феликс Энрикес Алькала | Нил Бэр                                              | 15 декабря 1994  | 27.8                |
| Наступает Рождество. Бентону приходится уговаривать жену пациента со смертью мозга подписать бумаги, позволяющие взять его органы в качестве донорских. Див (психиатр, бойфренд Сьюзан) пропал. Он ушёл из дома, ничего не сказав Сьюзан. Картер подвозит Льюис домой и провожает до самой двери. Он признаётся ей, что он её тайный Санта. Хлоя сообщает сестре, что назовёт будущего ребёнка в честь неё. Сьюзан совсем не рада её беременности. |            |                                                                       |                        |                                                      |                  |                     |
| 12 | 12         | «Happy New Year» «С новым годом!»                                     | Чарльз Хейд            | Лидия Вудворд                                        | 5 января 1995    | 30.4                |
| Картер, наконец, добивается успеха в операционной, до этого удивив Бентона своими уверенными действиями в приёмном отделении. Сьюзан расстроена, что Хлоя и её нынешний парень переезжают в Техас. Она не верит, что её сестра станет хорошей матерью. Льюис хочет проконсультироваться с доктором Кейсоном по поводу одного больного, но тот гонит её, поскольку он занят. Больного отпускают, но вскоре его привозят обратно с сердечным приступом. |            |                                                                       |                        |                                                      |                  |                     |
| 13 | 13         | «Luck of the Draw» «Счастливый билет»                                 | Род Холкомб            | Пол Мэннинг                                          | 12 января 1995   | 31.2                |
| Доверие к Сьюзан сильно пошатнулось после того, как она потеряла больного. Доктор Кейсон ставит под вопрос её способности и выносит поставленный ею диагноз и вопрос о её компетентности на рассмотрение Моргенштерну. Тот делает ей выговор. Сьюзан узнаёт, что Марк тоже подписывает все её карты, и ужасно злится на него. Вскоре Сьюзан ошибается, выписывая рецепт, потом не может интубировать больного. Марку приходится сделать это самому. У Кэрол проблемы с отломавшейся головкой иголки шприца. Кроме того, она назначает день свадьбы. Сестра Бентона отправляет их мать в дом престарелых, несмотря на протесты Питера. 'Примечание'. Первое появление студента-медика (впоследствии доктора) Джин-Мей «Деб» Чен (Минг-На Вен). |            |                                                                       |                        |                                                      |                  |                     |
| 14 | 14         | «Long Day's Journey» «Долгое путешествие»                             | Анита Эддисон          | Роберт Нейтан                                        | 19 января 1995   | 34.0                |
| Даг лечит бездомного паренька, который зарабатывает на жизнь проституцией. Росс подозревает, что у парня СПИД. Сьюзан нервничает из-за разбирательства по поводу её стычки с доктором Кейсоном. Деб (студентка-медик) проявляет недюжинную фотографическую память и способность ставить диагноз быстро и точно, приводя при этом в замешательства Картера. 'Примечание'. Первое появление фельдшера Джини Буле (Глория Рубен). |            |                                                                       |                        |                                                      |                  |                     |
| 15 | 15         | «Feb. 5, 95» «5 февраля 1995 года»                                    | Джеймс Хейман          | Джон Уэллс                                           | 2 февраля 1995   | 34.0                |
| Доктор Грин осматривает женщину, Грейс Хольстен, которая страдает от рака груди. Вскоре Грейс умирает. Сьюзан предполагает, что причина смерти — непроходимость дыхательных путей. Марк ничего на это не отвечает. Картер и Деб Чен готовятся читать доклады о травмах перед Бентоном. У Картера доклад получился нескладным и коротеньким. Деб поражает Бентона и всех присутствующих своим докладом. Сьюзан предлагает Марку поужинать вместе. Марк говорит, что Джен и Рейчел приехали в Чикаго и ждут его дома. |            |                                                                       |                        |                                                      |                  |                     |
| 16 | 16         | «Make of Two Hearts» «Дело двух сердец»                               | Мими Ледер             | Лидия Вудворд                                        | 9 февраля 1995   | 34.2                |
| В отделение приходит женщина, с девочкой, которую она удочерила. Её зовут Татьяна, она из России. У неё обнаруживают СПИД. Женщина уходит из больницы, оставив девочку. Сьюзан и Марк почти весь день работают вместе. Он жалуется ей, что ему пришлось спать на кушетке после очередной ссоры с Джен. Доктор Кейсон проявляет странный интерес к Сьюзан. Даг обнаруживает в холодильнике букет цветов и коробку конфет с запиской: «Не вздумайте стащить! Бентон». Бентон пытается отшутиться, но это не проходит, тогда он говорит, что всё это для мамы. |            |                                                                       |                        |                                                      |                  |                     |
| 17 | 17         | «The Birthday Party» «День рождения»                                  | Элоди Кин              | Джон Уэллс                                           | 16 февраля 1995  | 32.7                |
| Даг лечит девочку, которая упала с балкона. На спине девочки обнаруживается отпечаток ботинка. Картер нечаянно подслушивает, как Бентон говорит о вечеринке по случаю дня рождения мамы, и думает, что речь шла о его (Питера) собственном дне рождения. Он выписывает двух исполнительниц танца живота в качестве подарка. Сегодня день рождения также и у Рейчел Грин. Марк опаздывает на час. Джен сообщает ему, что уже согласилась работать секретарём судьи в Милуоки, не посоветовавшись с ним. |            |                                                                       |                        |                                                      |                  |                     |
| 18 | 18         | «Sleepless in Chicago» «Неспящие в Чикаго»                            | Кристофер Чулак        | Пол Мэннинг                                          | 23 февраля 1995  | 35.0                |
| Бентон вынужден работать двое суток подряд из-за того, что менялся сменами, чтобы посидеть с матерью. Кэрол говорит, что удочерение Татьяны — дело почти решённое. Джен говорит Марку, что уходит от него. Даг, наконец, идёт на свидание с Дайан Лидс. |            |                                                                       |                        |                                                      |                  |                     |
| 19 | 19         | «Love's Labor Lost» «Бесплодные усилия любви»                         | Мими Ледер             | Лэнс Джентайл                                        | 9 марта 1995     | 34.4                |
| У матери Бентона сломано бедро. Питер вызывает главного ортопеда и упрашивает сделать матери операцию. Тот соглашается, но не разрешает Бентону ассистировать. В приёмное поступает беременная женщина с лёгкой формой инфекционного заболевания. Её отпускают домой. Вскоре в отделении снова появляется её муж. Он зовёт на помощь, потому что его жене опять стало плохо. Грин корит себя за такую непростительную ошибку. Марк вынужден стимулировать у неё родовую деятельность и сам принимать роды, но допускает фатальную ошибку. По пути домой на утреннем семичасовом поезде Марк даёт выход своим эмоциям: он теряет присущее ему самообладание и начинает плакать. |            |                                                                       |                        |                                                      |                  |                     |
| 20 | 20         | «Full Moon, Saturday Night» «Полная луна, субботняя ночь»             | Донна Дейч             | Нил Бэр                                              | 30 марта 1995    | 32.9                |
| Полнолуние даёт о себе знать. А именно: в отделение привозят беременную женщину, помешанную на астрологии; потом поступают старый алкоголик, который без конца возвращается в больницу; брошенный девушкой парень, который носится по отделению, как ненормальный, с каталкой на спине; трое голых замерзших членов какого-то братства, которые вскоре закладывают фейерверк в мусорную корзину; ну и, наконец, оборотень. Марк всё больше погружается в себя. Сьюзан отсылает Марка домой и остается в отделении за старшую. Грин производит плохое впечатление на нового заведующего скорой. |            |                                                                       |                        |                                                      |                  |                     |
| 21 | 21         | «House of Cards» «Карточный домик»                                    | Фред Гербер            | Трейси Стерн                                         | 6 апреля 1995    | 35.3                |
| Бентон решается поместить мать в приют. Дикий Вилли проводит разбор случая Марка Грина (о беременной женщине) с другими врачами. Картер и Чен продолжают соперничать. Дебра чувствует, что много умеет, и делает ошибку. Грин признается Сьюзан, что от него ушла жена. К Сьюзан возвращается сестра Хлоя. |            |                                                                       |                        |                                                      |                  |                     |
| 22 | 22         | «Men Plan, God Laughs» «Люди планируют, Бог смеётся»                  | Кристофер Чулак        | Роберт Нейтан                                        | 27 апреля 1995   | 33.5                |
| Сьюзан всё ещё сомневается в том, правильно ли Хлоя поступила, сохранив беременность. Дикий Вилли заявляет Картеру, что хочет взглянуть на карты пациентов Питера, Картер обманывает его, говоря, что Бентон ещё в хирургии, а сам дописывает его карты. Отношения между Марком и Джен становятся всё более напряжёнными. |            |                                                                       |                        |                                                      |                  |                     |
| 23 | 23         | «Love Among the Ruins» «Любовь среди руин»                            | Фред Гербер            | Пол Мэннинг                                          | 4 мая 1995       | 31.5                |
| Все узнают, что Картер очень богат. Его отец занимает 27-е место в списке самых богатых людей Чикаго (он владелец состояния в 127 миллионов долларов). Питер немного завидует: он уже на 3 месяца просрочил выплату аспирантского займа. Марк и Дикий Вилли сталкиваются из-за пациента, совершившего попытку самоубийства. Позднее Вилли говорит Марку, что Моргенштерн отзывался о нём, как о лучшем враче приёмного отделения, но он (Вилли) что-то пока не видел талант Марка в действии. Вилли советует Марку поменять своё отношение к работе. Кэрол нервничает из-за приближающейся свадьбы. |            |                                                                       |                        |                                                      |                  |                     |
| 24 | 24         | «Motherhood» «Материнство»                                            | Квентин Тарантино      | Лидия Вудворд                                        | 11 мая 1995      | 33.1                |
| Хлоя говорит Сьюзан, что у неё начались роды. В приёмном Льюис принимает у неё роды без каких-либо осложнений. Дайан говорит Дагу, что подыскивает новый дом, и интересуется, не хочет ли он переехать к ней. Доктор Грин поздравляет Картера с тем, что тот поступил в интернатуру по специальности «врач скорой помощи». Но Картер уверен, что ему больше хочется быть хирургом. Он решает дождаться результатов на хирургическом отделении. Бентону звонят из дома престарелых и сообщают, что его матери стало плохо. По приезде он слышит обычные слова: «Мы сделали всё, что могли». К сожалению, его мать умерла. |            |                                                                       |                        |                                                      |                  |                     |
| 25 | 25         | «Everything Old Is New Again» «Всё новое — это хорошо забытое старое» | Мими Ледер             | Джон Уэллс                                           | 18 мая 1995      | 33.6                |
| Доктор Свифт говорит Грину, что решил рискнуть, и отдает Марку место, которое обещал ему Моргенштерн на будущий год. Марк ошеломлён. Бентон говорит Картеру, что Уилксон перевелась с отделения хирургии на отделение ортопедии. Место свободно, и Картер может занять его, если хочет. Наступает день свадьбы Тэга и Кэрол. Кэрол прибывает в церковь, священник говорит, что не хватает только жениха. Кэрол находит Тэга снаружи, и они разговаривают начистоту... |            |                                                                       |                        |                                                      |                  |                     |

## Релиз

### Критика
Критика дала благоприятные отзывы на первый сезон шоу. Алан Рич из журнала Variety оценил режиссуру и монтаж пилотного эпизода. Эрик Минк из New York Daily News отметил, что шоу получило «урбанистический по своему стилю пилотный эпизод, полный хаоса и преданных своему делу молодых врачей», однако последующие отзывы единодушно подчёркивали, что «многообещающий пилот превратился в рутинную, предсказуемую и крайне детализированную медицинскую драму, которых очень много на современном телевидении».
Приблизительно в то же время канал CBS запустил своё шоу под названием «Надежда Чикаго» (англ. Chicago Hope), что привело к частому сравнению двух сериалов. Эрик Минк написал, что хоть «Скорая помощь» получает более высокие рейтинги, в «Надежде Чикаго» рассказаны более увлекательные истории, а Рич отметил, что оба сериала — «увлекательные, первоклассные шоу».

### Награды
Сериал получил несколько престижных наград. Актриса Джулианна Маргулис выиграла премию «Эмми» за «Лучшую женскую роль второго плана в ТВ-драме», а режиссёр Мими Ледер получила премию за «Достижения в режиссуре» за постановку эпизода «Love’s Labor Lost». Также в 1995 году эпизод выиграл премию «Гильдии сценаристов Америки», а также премию «Американских монтажёров». Серия под названием «Day One» выиграла премию «Гильдии операторов Америки» в 1994 году, а Чарльз Хэйд получил награду «Гильдии режиссёров Америки» за работу над эпизодом «Into That Good Night», а Роб Холком стал лауреатом той же премии за работу над серией «24 Hours».
Кроме того, сериал получил множество других номинаций за свой первый сезон.

### Выход на DVD
Сериал выходил на DVD под названием «ER: The Complete First Season» 26 августа 2003 года (Регион 1 — США и Канала), 23 февраля 2004 (Регион 2 — Великобритания) и 28 апреля 2004 (Регион 4 — Австралия). На дисках первого региона имеются субтитры на французском языке, хотя отсутствуют английские и испанские субтитры.